# Comuna Pașcenkî, Reșetîlivka
Pașcenkî (în ucraineană Пащенки) este o comună în raionul Reșetîlivka, regiunea Poltava, Ucraina, formată din satele Holmanivka, Iațenkî, Pașcenkî (reședința) și Paskivka.

## Demografie
Componența lingvistică a comunei Pașcenkî
     Ucraineană (96,65%)
     Română (2,01%)
     Rusă (1,34%)
Conform recensământului din 2001, majoritatea populației comunei Pașcenkî era vorbitoare de ucraineană (96,65%), existând în minoritate și vorbitori de română (2,01%) și rusă (1,34%).